# Conectiva
Conectiva fue una empresa fundada el 28 de agosto de 1995, en Curitiba, Paraná, Brasil, por un grupo de amigos, entre ellos Arnaldo Carvalho de Melo, quien fue un pionero en las Distribuciones Linux y el software de código abierto en portugués brasileño, español/castellano e Inglés para toda América Latina[cita requerida]. Además de una distribución de Linux personalizada para el mercado latinoamericano, Conectiva desarrolló una serie de productos y servicios adicionales dirigidos a satisfacer la demanda del mercado de herramientas de código abierto, incluyendo libros, manuales, software adicional como Linux, herramientas y sistemas integrados, programas OEM, aplicaciones de puertos, kits de entrenamiento y la "Revista do Linux" Linux Magazine. Además, la empresa prestó servicios de consultoría, formación y apoyo técnico en toda América Latina a través de sus centros de servicios propios y socios certificados[cita requerida].
Conectiva también proporcionó desarrollo, personalización y servicios profesionales en todo el mundo a través de su equipo de ingenieros de software de código abierto. El Equipo de desarrollo de Conectiva tenía experiencia en, entre otras, las siguientes áreas: Desarrollo del núcleo Linux, alta disponibilidad, controladores de dispositivos, XFree86, protocolos de redes , cortafuegos, análisis y estudios de clúster, Análisis de rendimiento y Optimización de software, sistema de archivos y gestión de recursosmayo de 2008[cita requerida].
El 24 de enero de 2005 se anunció que Mandrakesoft había adquirido Conectiva por 1,79 millones de euros (2,3 millones de dólares EE. UU. del momento). El 7 de abril de 2005 Mandrakesoft anunció la decisión de cambiar el nombre de la empresa matriz de Mandriva y su nombre de la distribución de Mandriva Linux, aunque la operación de Brasil no iba a cambiar su nombre de Conectiva inmediatamente[cita requerida].

## Lanzamientos
- Conectiva Red Hat Linux Parolin 1.0 - octubre/1997
- Conectiva Red Hat Linux Marumbi 2.0 - mayo/1998
- Conectiva Linux Guarani 3.0 - diciembre/1998
- Conectiva Linux Server (Intel) 1.0 - abril/1999
- Conectiva Linux Server (Compaq Alpha) - mayo/1999
- Conectiva Linux 4.0 - julio/1999
- Conectiva Linux 4.2 Server - octubre/1999
- Conectiva Linux 5.0 - febrero/2000
- Conectiva Linux 5.1 Server - junio/2000
- Conectiva Linux 6.0 Desktop - noviembre/2000
- Conectiva Linux 6.0 Server - noviembre/2000
- Conectiva Linux 7.0 Desktop - julio/2001
- Conectiva Linux 7.0 Server - julio/2001
- Conectiva Linux 8.0 Desktop - abril/2002
- Conectiva Linux 8.0 Server - abril/2002
- Conectiva Linux Enterprise Edition (UL) - noviembre/2002
- Conectiva Linux 9 Professional - abril/2003
- Conectiva Linux 9 Standard - abril/2003
- Conectiva Linux 10 Desktop - julio/2004
- Conectiva Linux 10 Professional - julio/2004

## Conectiva Linux Live CD
- Conectiva Linux Live CD 0.5 - 11 de agosto de 2004
- Conectiva Linux Live CD 0.7 Beta 2 - 10 de septiembre de 2004

### Artículos sobre la historia de la compañía.
- Comciencia Magazine (en Portugués)
- Blue Oxen paper about FOSS adoption in Brazil

### Entrevistas
- Entrevista con algunos de los fundadores y antiguos empleadores, primera parte (en portugués).
- Entrevista con algunos de los fundadores y antiguos empleadores, segunda parte (en portugués).

- Datos: Q226113